# Mehmet Muş
Mehmet Muş (Sürmene, 1 de mayo de 1982) es un político y economista turco, que se desempeñó Ministro de Comercio de ese país entre 2021 y 2023.

## Biografía
Nacido en la ciudad de Sürmene, en la Provincia de Trebisonda, realizó sus estudios primarios y secundarios en Estambul. Después de graduarse de la Facultad de Negocios y Economía de la Universidad del Mediterráneo Oriental, completó un programa de posgrado en Ciencias Económicas de la Universidad Estatal de Washington. Así mismo, posee un doctorado en Historia Económica de la Universidad de Marmara.
Antes de ingresar a la política, trabajó como especialista en planificación y elaboración de informes presupuestarios en el sector privado. Fue elegido diputado a la Gran Asamblea Nacional de Turquía en representación de Estambul, por el Partido de la Justicia y el Desarrollo, en las elecciones generales del 12 de junio de 2011. Fue miembro del Comité de Asuntos Exteriores y del Comité de Planificación y Presupuesto de la Asamblea. Además de ser miembro del Grupo Turco de la Asamblea Parlamentaria de la OTAN, también se desempeñó como Vicepresidente de Relaciones Públicas del Partido.
Tras el nombramiento de Numan Kurtulmuş como Viceprimer Ministro, fue nombrado vicepresidente responsable de Economía del Partido en el 1er Congreso Extraordinario, celebrado el 27 de agosto de 2014. En la V Asamblea General Ordinaria del Partido, celebrada el 12 de septiembre de 2015, fue reelegido como miembro del Comité de Economía del Partido.
Muş fue elegido vicepresidente del Grupo parlamentario del Partido el 27 de mayo de 2016, desempeñándose en tal puesto en las legislaturas 26 y 27 de la Gran Asamblea Nacional de Turquía. El 31 de marzo de 2021 finalizó la vicepresidencia del grupo.
Fue designado como Ministro de Comercio por el presidente Recep Tayyip Erdoğan mediante el decreto publicado en el Boletín Oficial el 21 de abril de 2021, en reemplazo de Ruhsar Pekcan.Ocupó el cargo hasta junio de 2023, cuando asumió nuevamente como miembro de la Asamblea Nacional, esta vez como representante de Samsun en la 28.° Legislatura.
Mus está casado y tiene un hijo.